# Winford Lee Lewis
Winford Lee Lewis (* 29. Mai 1878 in Gridley (Kalifornien); † 20. Januar 1943 in Evanston (Illinois)) war ein US-amerikanischer Chemiker. 1917 war er Wiederentdecker des chemischen Kampfstoffs Lewisit, der nach ihm benannt wurde.
Lewis studierte an der Stanford University mit dem Bachelor-Abschluss in Chemie 1902 und an der University of Washington mit einem Master-Abschluss in Chemie 1904 (außerdem war er dort Instructor). Danach wurde er Professor für Chemie am Morningside College in Sioux City. 1906 heiratete er in Chicago eine seiner Studentinnen, Myrtilla Mae Cook. Zuvor hatte er ein Stipendium für die University of Chicago erhalten, wo er bei dem organischen Chemiker John Ulric Nef war und 1909 promoviert wurde (Dissertation: On the action of Fehling's solution on malt sugar). 1912 wurde er Assistant Professor und 1916 Associate Professor an der Northwestern University. 1917 begann er für die Forschung zur chemischen Kriegsführung zu arbeiten. An der Catholic University machte ihn ein Professor auf die Dissertation eines Doktoranden aufmerksam (Julius Arthur Nieuwland (1878–1936), später katholischer Priester und Chemieprofessor an der University of Notre Dame), der bei einer Art von Laborunfall einen übel riechenden schwarzen Teer erzeugte und mehrere Tage ausfiel, nachdem er daran roch. Lewis wiederholte das Experiment und fand so Lewisit. Es kam zwar im Ersten Weltkrieg nicht mehr zum Einsatz, wurde aber von den US-Streitkräften in Massen produziert und war für einen Einsatz 1919 vorgesehen. Er hielt nach dem Krieg – nun eine Berühmtheit – Vorträge über chemische Waffen, die er für nicht unmenschlicher als zum Beispiel Granaten hielt. Außerdem war er der Meinung, die Angst vor dem Einsatz alliierter chemischer Waffen wäre einer der Gründe gewesen, dass die Deutschen kapitulierten. 1919 erhielt er eine volle Professur an der Northwestern University, die er bis 1930 hatte. Er starb wahrscheinlich an einem Herzanfall und fiel im Winter vom Dach seiner Garage.
Vor und nach dem Krieg befasste er sich mit Nahrungsmittelchemie, arsenhaltigen organischen Verbindungen und Chemie von Kohlenhydraten. 1924 bis 1941 leitete er die Forschung des Institute of American Meat Packers. Er erhielt auch ein Patent auf eine Tränengasgranate.
1920 stand er der Sektion Chicago der American Chemical Society vor.